# Новосёловка (Зеньковский район)
Новосёловка (укр. Новоселівка) — село,
Новосёловский сельский совет,
Зеньковский район,
Полтавская область,
Украина.
Код КОАТУУ — 5321383801. Население по переписи 2001 года составляло 494 человека.
Является административным центром Новосёловского сельского совета, в который, кроме того, входят сёла
Гришки и
Дубянщина.

## Географическое положение
Село Новосёловка находится на левом берегу реки Мужева-Долина,
выше по течению на расстоянии в 0,5 км расположено село Дубянщина,
ниже по течению на расстоянии в 2,5 км расположено село Гришки.
Река в этом месте пересыхает, на ней сделано несколько запруд.

## История
- Всегда имело официальное название Новосёловка, но поскольку в уезде 2 Новоселовки то часто называли по помещику Рощаковщина. В 1939 году прекращено применение альтернативного названия
- Село указано на специальной карте Западной части России Шуберта 1826-1840 годов как хутор Ращаковскаго[2]

## Экономика
- Молочно-товарная ферма.
- «Новосёловка», агрофирма, ООО.

## Объекты социальной сферы
- Клуб.

## Известные люди
- Ромин Василий Александрович (1908—1943), Герой Советского Союза, похоронен в селе Новосёловка.